# Orazione nell'orto (Mantegna Londra)
L'Orazione nell'orto è un dipinto, tempera su tavola (63x80 cm), di Andrea Mantegna, databile al 1455 circa e conservato nella National Gallery di Londra.

## Storia

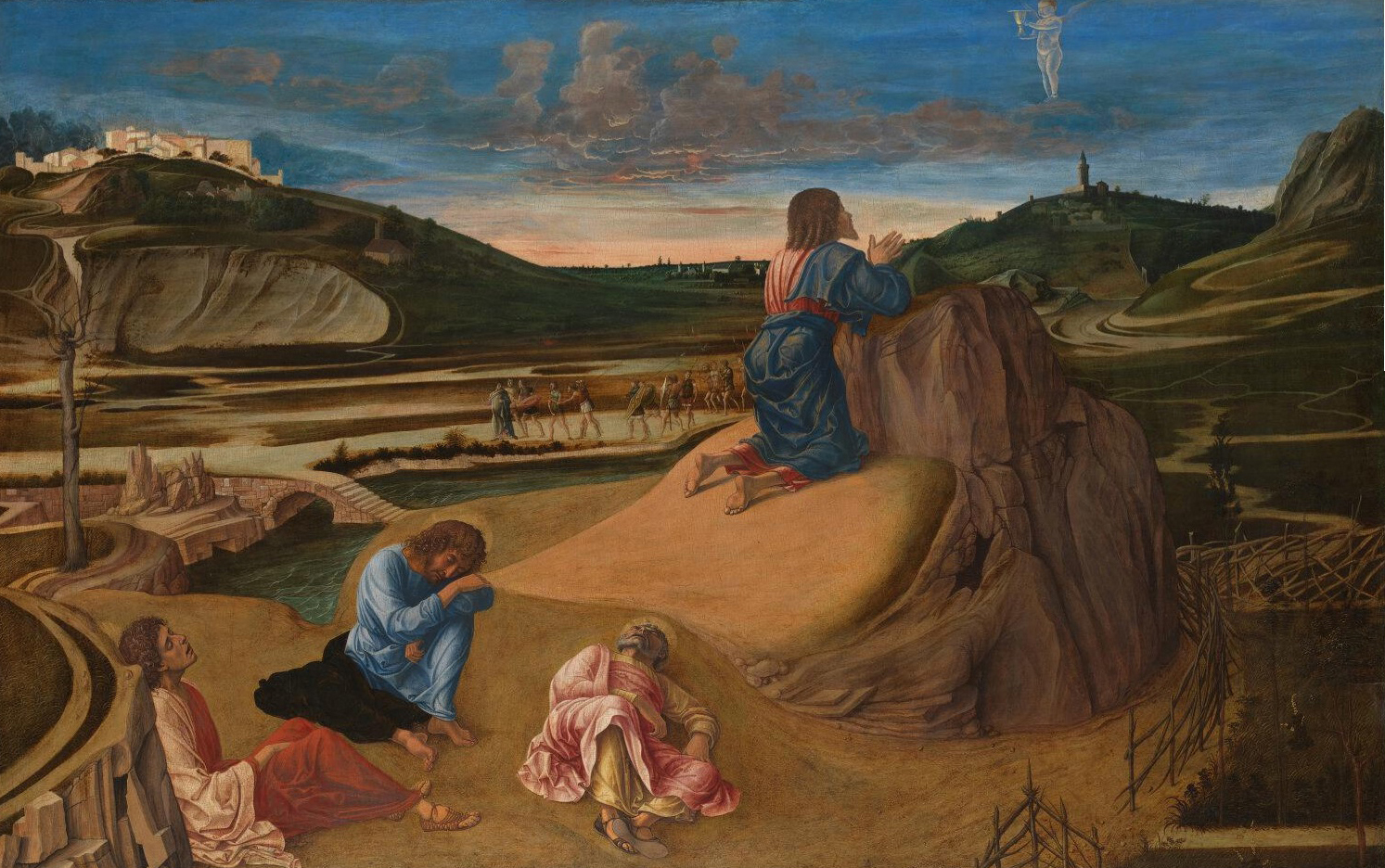
Giovanni Bellini, Orazione nell'orto, 1459 circa, tempera su tavola, 81x127 cm, National Gallery di Londra

Non si conoscono le circostanze della creazione del piccolo dipinto, che viene in genere posto a ridosso dell'Orazione nell'orto della predella della Pala di San Zeno (1457-1459, oggi a Tours) e dell'Orazione nell'orto di Giovanni Bellini (1459), con la quale ha più di un'analogia compositiva. Non c'è concordia tra gli storici dell'arte su quale sia l'esatta cronologia delle tre opere: se quella di Bellini viene in genere considerata come l'ultima, alcuni pongono come modello iniziale la tavola di Tours, altri quella di Londra.
La datazione riportata dalla National Gallery di Londra è 1455-6 circa per il dipinto di Mantegna, 1458-60 circa per quello di Bellini.
In ogni caso il modello originario pare essere un disegno di Jacopo Bellini, contenuto nell'album di Londra.
Precedentemente, l'opera si trovava nella collezione del conte di Northbrook e in quella di William Coningham.

## Descrizione

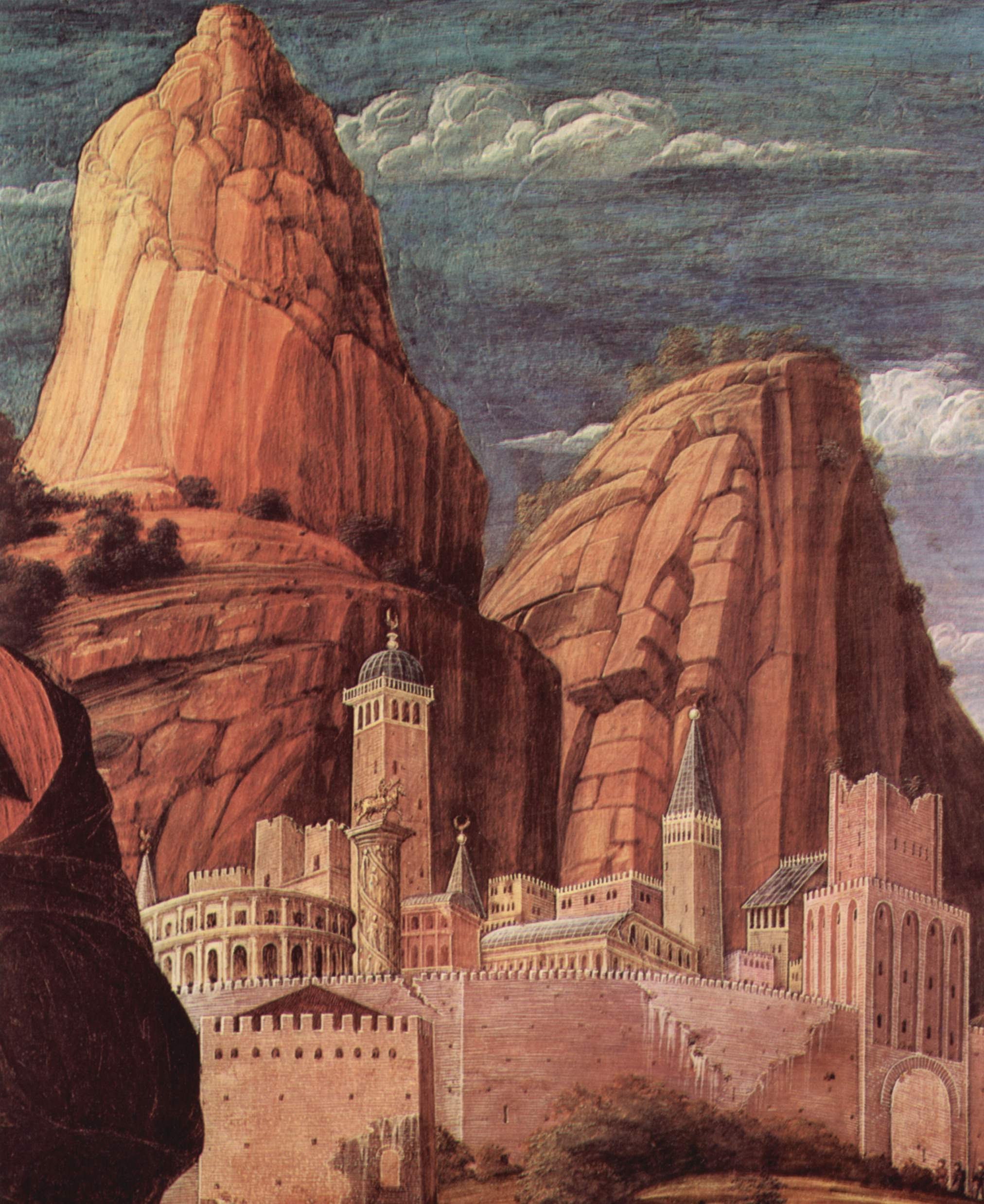
Dettaglio

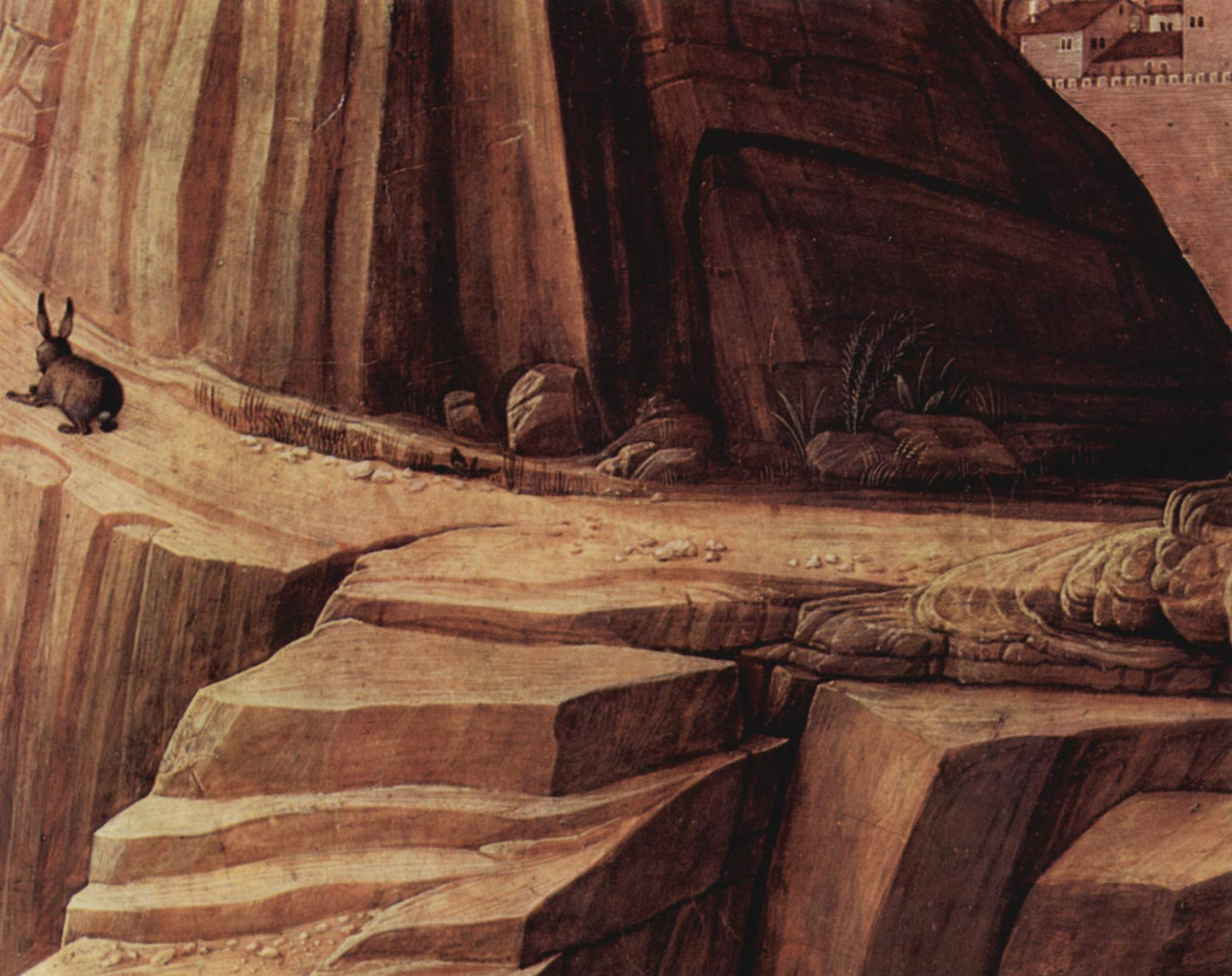
Dettaglio

Gesù sta pregando nel Getsemani, rappresentato come un arido paesaggio roccioso dove il Salvatore è in ginocchio su uno sperone rialzato, che assomiglia a un altare. Davanti a lui sono apparsi alcuni angeli che gli preannunciano il destino mostrandogli gli strumenti della Passione.
In basso si vedono tre apostoli addormentati (Pietro, Giacomo il Maggiore e Giovanni), mentre sullo sfondo stanno arrivando i soldati ad arrestare Cristo , guidati da Giuda, che indica loro la via esplicitamente distendendo il braccio. In lontananza si vede la città ideale di Gerusalemme (con monumenti della Roma antica, di Venezia e di Verona), all'ombra di due aspri picchi rocciosi. La firma dell'artista si trova sulla roccia vicino alla testa di Giovanni.
La scena si svolge in un'atmosfera cupa e crepuscolare, che accentua con i contrasti cromatici la drammaticità dell'evento. Cristo ad esempio è vestito di scuro, isolandolo rispetto agli apostoli vestiti di colori sgargianti, quasi a prefigurarne l'ineluttabile dramma. Anche l'albero secco e l'avvoltoio sono presagi di una imminente morte, mentre i germogli sono simbolo della vita e della resurrezione. L'immagine del coniglio allude all'anima che tende a. L'albero divelto allude al peccato. Gli aironi sono un simbolo di Gesù. Le mura, chiaramente restaurate, sono, invece, un riferimento ai passi biblici che narrano delle loro numerose distruzioni e riparazioni.